# 감리교회
감리교회(監理敎會, 영어: Methodist Church, 감리교)는 성서를 중심으로 한 이성, 전통, 체험을 기독교의 근간으로 이해하는 복음주의적이며 경건한 신학적 입장을 가진 개신교 교파로 개신교 공교회주의를 따른다. 예배와 예식의 전통을 강조하며 성찬의 중요성을 강조하고, 성찬신학에 활력을 넣었으며, 야외 성찬과 함께 매주 성찬을 개신교 최초로 권고한 개신교 종파이다. 세계감리교협의회를 통해 전 세계의 감리교회 전통을 지닌 교단들이 소통하며, 전세계에서 활동한다.
신학적으로는 종교개혁가와 웨슬리의 전통을 수용하고 있으며, 교회 구조는 공교회(보편교회)의 구조인 감독제 교회이다. 지역을 중심으로 한 지방회의 감리사, 대규모 구역인 연회에 감독이 있는 교회구조를 가졌다. 감독은 선거를 통해 선출되며 연회의 성직자 안수와 주요 의사결정을 내린다.
18세기 잉글랜드 성공회의 성직자였고 신학자인 존 웨슬리(영어: Rev. John Wesley)의 복음주의 운동과 사회복음 운동, 부흥 운동인 감리회 운동(Methodist Movement)으로 등장한 개신교 교파다. 성직자이자 신학자였던 존 웨슬리는 영국이 신앙적인 침체기에 빠져 있을 당시, 동료 성직자가 된 그의 동생 찰스 웨슬리, 조지 휫필드 등 옥스퍼드대학교를 중심으로 한 종교클럽을 조직했다. 그들은 클럽활동을 통해 성경을 연구하고 병자와 빈민, 감옥에까지 방문하여 전도에 힘썼다. 교회전통을 따라 공교회적 예식을 중시하고 조직적으로 행동하는 것이 특징이었으며 이는 감리교회의 시초가 되었다. 현재 전 세계적으로 8천 5백만 명이 넘는 신도들이 있는 개신교 교회로 폭넓은 신학적 토양을 제공하였으며, 특히 영국과 미국, 남아메리카, 아프리카에서 봉사활동(구원활동)을 하고있다.

## 감리교 신학적 배경
감리교회의 신학은 정통적인 복음주의와 개신교회 공교회주의를 따르며, 성경, 전통, 이성, 체험을 신학적 토대로 가진다. 모든 것은 하나님의 은혜이나 그것을 받아들이는 인간의 응답이 반드시 따라야한다는 것이 웨슬리가 말하는 자유의지다. 이를 다섯가지 측면으로 나누어 생각할 수 있다.

### 공교회적 구원론
첫째, 감리교는 공교회적 구원론을 재발견하였다. 초대교회와 공교회의 만인구원론을 바탕으로 누구나 구원을 받을 성도가 될 수 있으며, 구원에 참여하는 결단을 내리는 인간의 자유의지를 존중한다. 오직 하나님의 섭리로 구원받을 대상이 이미 정해졌다는 예정론을 거부하고, "절대적인 사랑의 하나님"은 구원을 하시는 분으로 인간은 하나님의 구원에 가까이 가고자 하는 결단이 필요하다고 본다.

### 삼위일체 하나님 체험
둘째, 삼위일체 하나님에 대한 체험신앙이다. 종교적인 체험은 추상적인 절대적인 교리로서 하나님이 아니라 누구나 체험할 수 있는 삶의 변화, 회개, 거룩한 용서를 느끼고 십자가를 지신 역사 속, 신약성경에 기록된 부활의 그리스도를 따르고 확인하는 신앙을 강조한다.

### 평신도의 참여
셋째, 평신도를 교회의 온전한 지체로 이해한다. 평신도를 위해 교회 교리를 찬송으로 고백하고 이해하도록 하고, 교회활동에 참여하도록 하였다. 성례전을 제외한 교회 활동을 평신도에게 개방한다. 일찍이 감리교 운동이 시작될 무렵부터 영감에 넘치는 수많은 찬송가를 작사하고 작곡하거나 기존 노래로 불러서 감리교 발전에 크게 공헌한 바 있다.
평신도가 교회 내에서 속회를 통해 작은 모임으로 활동하며 선교와 전도, 성경공부 활동을 강화하고, 속회 지도자를 평신도에서 선출하였다. 야외전도와 순회전도에 성직자의 설교와 성찬식과 함께 평신도들을 동참시켜 회개와 체험 나누고 평신도의 역량으로 교회의 지체가 되도록 한다.

### 기독자의완전 성화교리
넷째, 기독자의 완전perfection을 추구하여, 교육을 중요하며, 동시에 사회적 관심을 고양시킨다. 웨슬리의 신학은 “완전을 향한 실천”이지 완전한 교리가 아니었고, “완전한 사랑”이지 완전한 도덕이 아니었다. 그리스도를 향한 신앙을 실천하는 과정을 중요시하며 그 과정에서 과정을 통해 발전하는 완전한 사랑을 강조한다.
완전한 실천을 위해 어른만이 아니라 그들의 자녀도 성경의 복음으로 훈육하고, 예수 그리스도를 알고 따라 살게 하며, 그리스도를 닮은 인격이 되도록 노력한다.
완전한 실천은 개인적인 차원을 넘어 사회적 차원으로 관심을 기울여야 한다. 18세기 산업혁명 시기에 영국의 극심한 대립적 사회 구조 상태에서 빈민, 고아, 노인, 노동자, 농노, 노예의 신앙적 차원뿐만 아니라, 사회적 생활환경을 향상시키고자 하였다. 사회적 복지와 사회제도 개선을 주장하였고, 하나님의 창조의지를 벗어난 농노 제도, 노예 제도, 아동 노동, 과다한 노동시간, 고리대금업을 폐지하는 사회개혁 운동을 전개하였다. 이는 당시 영국의 사회, 정치, 경제적인 대립적 갈등을 줄이는 역할을 수행하였다.

### 공교회주의적 일치
다섯째, 공교회주의(보편교회주의)를 바탕으로 하는 교회연합을 강조한다. 교회가 동서로 분리되는 11세기 이전인 공교회 시기의 신학과 교회제도에 대한 신학적 관심을 바탕으로 공교회를 따르는 현재 세계 교회들의 일치를 강조한다. 대한민국에서도 미국의 선교로 남북 감리교회가 하나의 감리교회가 되었고, 한국전쟁과 역사적 문제들에서 대한민국 감리교회는 분리되지 않고 하나의 교회를 이루고 있다. 세계적으로도 감리교회는 최초의 개신교 연합회인 세계감리교협의회를 설립하고, 20세기에 전세계의 교회일치 운동, 즉 에큐메니컬 운동을 시작한 지도적 교회이다.

## 복음적 성화 개념
이런 감리교회의 사상은 자유의지 개념으로 예정론의 장 칼뱅(존 칼빈)과 개혁교회(영어: Reformed Church, 장로교회)와 신학적 입장과는 차이를 보인다. 웨슬리의 구원론에서는 구원은 예정되어있지 않고 예지되어 있으며 하나님의 은총에 대한 인간의 반응이 반드시 수반되어야 한다. 개혁교회 또는 장로교에서 예정론을 거부한 네덜란드 개혁파 신학자 아르미니우스와 감리교회를 유사하다고 하여 개혁파 교회에서는 아르미니우스주의라고 부르기도 하지만, 웨슬리와 감리교 신학을 아르미니우스의 신학과 비교해 살피면 예정론의 거부만 유사할 뿐 그 이외 부분은 전혀 다르다.
감리교회에서는 이전 종교개혁에서 강조한 성화를 기독교인의 완전과 연합시켜 감리교회의 성화 사상으로 발전하였다. 감리교회의 성화는 인간의 의지와 하나님의 은총으로 하나님께 더 높은 수준으로 만나며, 더 가까이 갈 수 있으며, 이를 체험하면서 한번의 구원 은총에만 멈추지 않아야 한다는 신학적 입장이다. 이런 신학적 배경에는 영국의 국가주도 종교개혁을 부족하다고 보고 언약사상으로 개혁하려고 했던 청교도와 독일교회의 경건주의와 초대교회의 전통을 존중하는 공교회(보편교회) 전통과 함께 영향이 있다.
감리교회는 루터교회와 함께 개신교 전통적 복음주의 신학을 배경으로 조직신학, 기독교 사상 부문과 성경신학에서 새로운 연구에 대해서도 포용적 성향이다. 따라서 신학적 입장에서 보았을 때 감리교회는 다양한 신학을 존중하며 상당히 진보적인 성격과 동시에 공교회주의와 기독교의 전통을 중요하게 생각하는 정통적 성격을 동시에 지니고 있다.

## 한국 전래
한국에서는 감리교의 첫 선교가 한국 개신교의 시작을 의미하기도 한다. 개신교회 최초로 1884년 6월 27일 일본에서 활동중인던 미국 감리교 선교사인 매클레이(Maclay,R.S.)가 내한하여 같은해 7월에 개화파 지도자인 김옥균(金玉均)을 통하여 대한제국 고종에게 감리교회의 선교사업에 대한 윤허를 요청하였고, 고종은 교육사업과 의료사업 활동만을 허용하였다. 직접적인 선교는 1885년 미국 감리교 선교사인 아펜젤러가 인천에 도착하며 시작되었다. 일제 강점기에는 기독교대한감리회의 전신인 조선감리회라는 이름으로 활동했다.
전래 초기부터 교육에 관심을 기울여, 한국 내 관련 대학으로 감리교신학대학교, 협성대학교, 목원대학교, 이화여자대학교, 배재대학교, 배화여자대학교, 안산대학교 등이 있고, 감리교회 목사를 양성하는 교육기관으로 감리교신학대학교, 협성대학교, 목원대학교 등의 신학대학과 신학대학원이 있다. 장로교회와 연합하여 세운 연세대학교 신학대학원 출신자들은 교역자필수과목을 이수하면 감리교회 목회자가 될 수 있다.

## 미국 연합 감리교회
미국 내의 감리교회는 영국 감리회와 달리 감독제 교회 형태를 유지하며 발전하여 1950년대까지 미국 내에서 가장 큰 개신교 교회으로 성장하였다. 현재 대표적인 교단은 1968년 '감리교회' (The Methodist Church)와 역시 감리교 전통의 '복음주의 연합 형제교회' (The Evangelical United Brethren Church)가 통합하여 세워진 '연합감리교회' (The United Methodist Church)이다. 그 외에 '자유감리교회' (The Free Methodist Church) 및 '나사렛교회' (Church of the Nazarene)가 전통을 공유하고 있다. 20세기 초에는 감리교회 내에서 개인의 성화를 중요시 하는 성결운동로 인해 성결교회가 발생하였고, 영적 체험과 은혜를 강조하는 오순절 운동이 벌어지면서 오순절 교회, 즉 순복음 교회가 발전하게 된다.
연합감리교회의 조직은 미국 이외에도 캐나다와 유럽, 아프리카와 필리핀의 교회들을 포함한다. 그 외 감리교회들은 국가별로 독립된 교단을 형성하여 운영되고 있다. 세계 각지의 감리교회의 교류를 위해 미국 노스캐롤라이나에 세계감리교협의회 본부가 있다. 보편교회의 감독제 교회 전통을 계승하여 감독을 중심으로 한 감독제 교회의 치리형태를 유지하고 있다.

## 같이 보기
- 기독교대한감리회
- 존 웨슬리
- 찰스 웨슬리
- 세계감리교협의회
- 공교회

### 대한민국
- 기독교 대한 감리회
- 예수교 대한 감리회

### 대한민국 외
- 미국 연합 감리교회
- 영국 감리교회
- 아일랜드 감리교회
- 독일 감리교회
- 캐나다 연합교회(감리교 주축의 장로교, 회중교회 연합교회)
- 호주 연합 교회(감리교, 장로교 연합교회)
- 호주 웨슬리안 감리교회
- 뉴질랜드 감리교회
- 싱가포르 감리교회
- 말레이시아 감리교회
- 대만 감리교회
- 멕시코 감리교회 보관됨 2018-02-17 - 웨이백 머신
- 아르헨티나 감리교회
- 페루 감리교회 보관됨 2008-12-16 - 웨이백 머신
- 칠레 감리교회
- 남아프리카공화국 감리교회